# Ford Escort RS Turbo
La Ford Escort RS Turbo è un'autovettura di classe media prodotta dalla Ford tra il 1984 e il 1990, derivata dalla Ford Escort terza Serie di cui rappresenta la versione più sportiva.

## RS Turbo S1

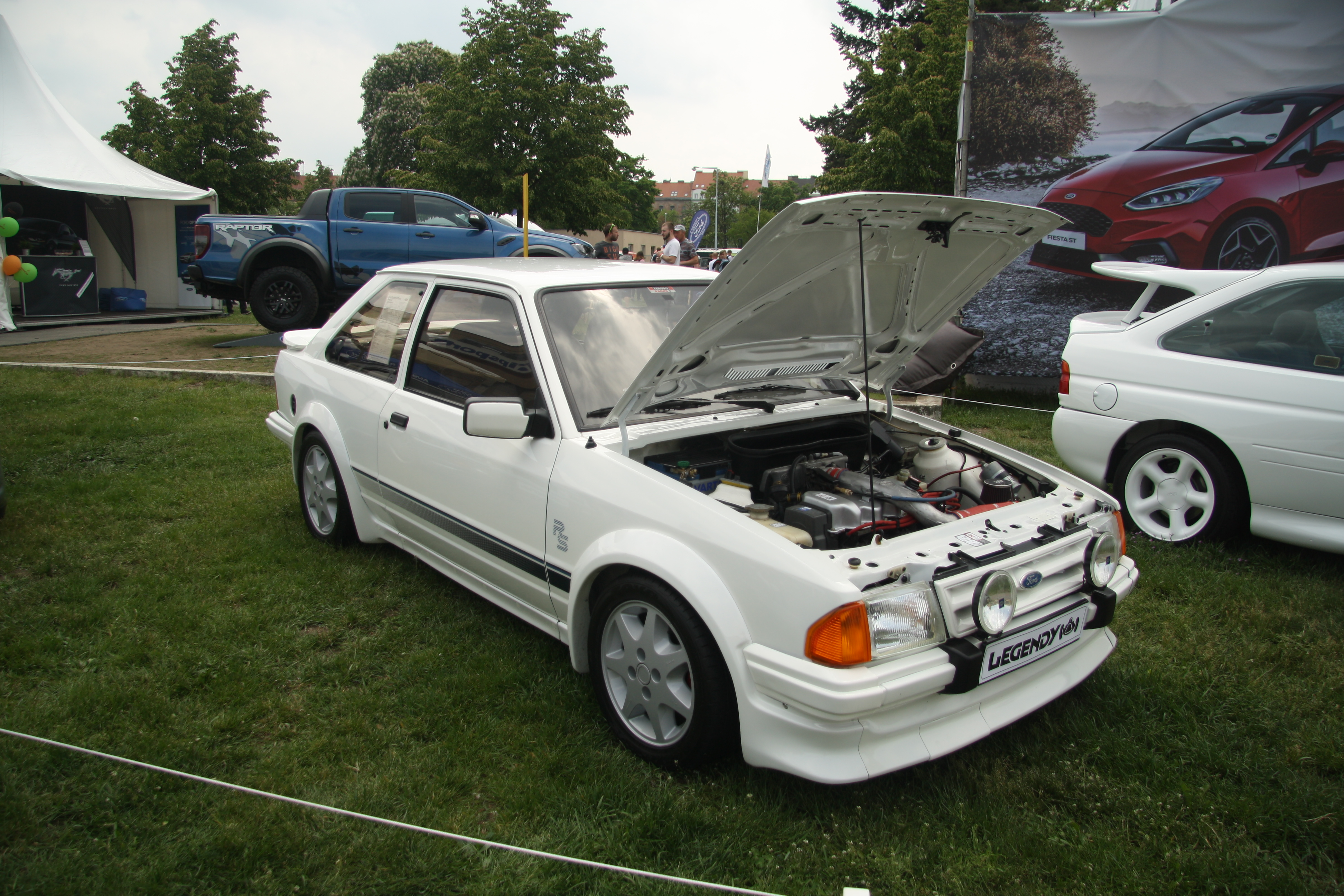
Ford Escort RS Turbo S1

Nel 1980 venne lanciata sul mercato la 3ª serie della Ford Escort, si trattava di un modello completamente nuovo e rivoluzionato sia nella meccanica sia nell'estetica, al punto che, con le serie precedenti, condivideva solo il nome. Nello stesso anno vinse il premio Volante d'Oro in Germania e nel 1981 la Escort terza serie si aggiudicò il premio Auto dell'anno.
Al pari delle sue versioni meno spinte la trazione divenne anteriore, il cambio era esclusivamente a 5 rapporti con autobloccante viscoso Ferguson e l'unico motore disponibile, montato trasversalmente, era il 1.6 CVH (basamento in ghisa e testa in lega leggera) con un albero a camme in testa e distribuzione a 2 valvole per cilindro e cinghia dentata, rapporto di compressione 8,3:1 e sovralimentazione mediante un compressore Garrett T3 con intercooler che poteva raggiungere una pressione massima di 0,5bar. L'iniezione era elettro-meccanica non programmabile modello KE-Jetronic prodotta dalla Bosch.
Aveva un impianto frenante misto servoassistito con dischi da 239mm sulle ruote anteriori con pinza monopompante e tamburi da 203mm sulle ruote posteriori.
Le sospensioni erano indipendenti e montavano ammortizzatori Koni su tutte le ruote, con barra antirollio da 16mm all'anteriore e 12mm al posteriore. 
Esteticamente, la Escort RS Turbo S1 si presentava con una linea a due volumi e mezzo, esclusivamente 3 porte con portellone posteriore. L'unico colore disponibile era il Diamond White (bianco lucente).

## RS Turbo S2
Nel 1986 la vettura subì un profondo restyling estetico, vennero cambiate numerose parti, il frontale fu completamente ridisegnato ed i paraurti integrati nella carrozzeria, i gruppi ottici posteriori ampliati, i cerchi in lega ridisegnati e gli interni videro una nuova plancia, nuovi sedili, volante, pannelli porta e rivestimenti.
Da segnalare inoltre l'ampliamento della gamma dei colori per la carrozzeria, infatti al già citato "Diamond white" si aggiungono i colori rosso, nero e grigio (Radiant red, Black e Mercury grey).
Dal punto di vista tecnico si segnalano i freni di maggior diametro, sistema antibloccaggio (SCS) della Girling-Lucas e una diversa taratura degli ammortizzatori.

## Motorizzazioni
| Modello   | Disponibilità    | Motore  | Cilindrata (cm³) | Potenza        | Coppia max (Nm) | Emissioni CO2 (g/km) | 0–100 km/h (secondi) | Velocità max (km/h) | Consumo medio (km/L) |
| 1.6 Turbo | dal 1984 al 1990 | Benzina | 1597             | 97 kW (132 CV) | 180             | n.d                  | 8,3                  | 206                 | 11,5                 |

## Carriera Sportiva
Nelle versioni da corsa vennero potenziati sia il motore, sia l'impianto frenante: infatti in gara (Gruppo A, rally o gare su pista) venivano utilizzati 4 freni a disco da 290 mm oppure da 264 mm. Nella preparazione da pista il motore erogava fino a 270cv, mentre nei rally venne limitato intorno ai 200cv.
La S1 si dimostrò vincente in Gruppo N e Gruppo A, tanto in pista che nei rally. In pista da ricordare ancora le vittorie di Richard Longman in Inghilterra nel 1985 e nel 1986. Notevoli i successi anche nei rally, in Italia sono da segnalare le vittorie di Gabriele Folco Zambelli, campione italiano rally di Gruppo N per due anni consecutivi, nel 1985 e nel 1986.
Fu sostituita nel 1987 dalla Sierra RS Cosworth.
La S2, di maggior successo commerciale rispetto alla S1, ebbe risultati sportivi scarsi e relegati a competizioni regionali e/o di minor interesse.

## Curiosità
- Nonostante la S1 fosse disponibile solo bianca ne venne creato un esemplare unico di colore nero per Lady D.
- La Ford Escort RS Turbo è stata la prima vettura a trazione anteriore a montare un differenziale autobloccante di serie.
- Fu la prima Ford turbocompressa venduta in Europa.
- È stata la prima Ford Escort a montare la barra antirollio anche al posteriore.
- Un prototipo, chiamato Ford Escort RS 1700T, venne sviluppato partendo dalla Escort terza serie, con l'obiettivo di correre in Gruppo B ma il progetto venne abbandonato a causa della contemporanea comparsa della trazione integrale.